# درة التاج لغرة الدباج

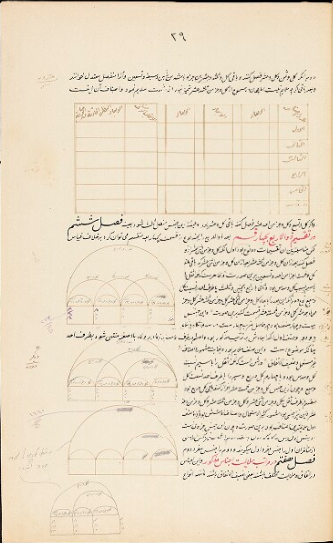
برگی از این کتاب در نسخه خطی آکسفورد

درّة التاج لغرة الدَباج با نام کوتاه درةالتاج دانشنامه‌ای فلسفی به زبان فارسی‌است و بر دست قطب‌الدین کازرونی (۶۳۴–۷۱۰ق) تألیف شده‌است. درةالتاج را در موضوع و جامعیت با شفای ابن سینا که به زبان عربی است مقایسه می‌کنند. 
به گواهی برخی از اسناد، قطب‌الدین این کتاب را در حوالی سال ۷۰۵ هجری قمری به نام و خواهش یک امیر فومنی به نگارش درآورد. این حاکم امیره دّباج بن فیلشاه بن رستم بن دبّاج نام دارد که از جمله امیران و شاهزادگان فومنی مقتدر قرن هفتم هجری به شمار می‌رود و از خاندان حکومتگر اسحاقوند محسوب می‌شد. قطب‌الدین کتاب را به نام یکی از امرای بیه‌پس گیلان تألیف کرد چنان‌که از نام کامل آن برمی‌آید. حکومت ابن دباج به دست محمد خدابنده الجایتو در سال ۷۰۶ برچیده شد. از این قرینه و دیگر قرینه‌ها تاریخ تألیف درةالتاج را پس از ۶۹۳ قمری و نه دیرتر از ۷۰۵ قمری می‌دانند.